# Nawęza
Nawęza – amulet słowiański.
Nawęzy należały do elementów magii biernej, a ich zadaniem była ochrona przed urokiem, czarami  i zapewnienie posiadaczowi szczęścia. Nawęzami mogły być kły dzikich zwierząt, płaskie kamyki z naturalnymi otworami, muszle (zwłaszcza kauri, Cypraea moneta), kości, a także skamieniałe belemnity, które uważano za strzałki piorunowe. Za nawęzy uważano też niektóre rośliny, szczególnie te, którym przypisywano ponadnaturalne oddziaływanie (lubczyk, alrauna itp).
Amulety takie noszono przeważnie na szyi, bądź to nanizane na rzemyk lub sznurek, bądź też w lnianych lub wełnianych woreczkach. Schowkami na nawęzy były też kaptorgi.